# Hebraistika
Hebraistika je obor, který se zabývá studiem hebrejštiny a jevů s ní souvisejícími - tj. dějinami, kulturou a náboženstvím židovského národa i moderního státu Izrael.
Záběr hebraistiky je značný, má proto mnoho styčných bodů s dalšími obory, mezi které patří např. judaistika (důraz na židovské náboženství a jevy s ním související), biblistika, historie, dějiny umění, filosofie, filologie a další.

## Hebraistika v Česku
Hebrejština se v českých zemích vyučovala už od středověku jako součást teologie. Vědecký základ hebraistiky položili v polovině 19. století na Univerzitě Karlově stoupenci Wissenschaft des Judentums profesoři Wolfgang Wessely (1801–1870) a Saul Isaac Kaempf (1813–1892). Na počátku 20. století se tak studium převážně biblické hebrejštiny rozvíjelo na filosofické fakultě (Rudolf Růžička), katolické teologické fakultě (Jaroslav Sedláček, Josef Slabý, Josef Heger) a Husově evangelické fakultě (Slavomil Ctibor Daněk).
Rozvoj hebraistiky přerušilo období protektorátu a další vývoj zpomalila generační obměna. Na Filozofické fakultě UK vyučoval hebrejštinu, aramejštinu a starověké židovské dějiny a literaturu Stanislav Segert a v 60. letech jej nahradil Jaroslav Oliverius. Zhoršování diplomatických vztahů Československa s Izraelem nepříznivě ovlivňovalo také výuku hebraistiky, což se projevilo téměř úplnou absencí výuky modernějších témat. Po roce 1964 se již obor hebraistika dokonce vůbec neotevřel a výuka hebrejštiny probíhala jen v rámci dalších filologických oborů (zejména v rámci srovnávací jazykovědy, Jaroslav Oliverius) nebo na teologických fakultách (Miloš Bič, Jan Heller). Bádání v oblasti židovské kultury a dějin se mohlo uskutečňovat jen ve Státním židovském muzeu v Praze pod vedením Vladimíra Sadka a asistence Bedřicha Noska a Jiřiny Šedinové.
Jako samostatný obor se hebraistika otevřela na Filozofické fakultě UK až roku 1991 a jednalo se o převážně filologický obor. Teprve po roce 1999 se rozšířila výuka také na židovskou kulturu a dějiny. V současné době na FF UK výuku oboru hebraistika zajišťuje Jiřina Šedinová, Jaroslav Oliverius, Daniel Boušek a Pavel Sládek. Hebraistická (judaistická) studia je možné absolvovat od roku 1994 na katedře judaistiky (od roku 2005 Ústavu židovských studií) při Husitské teologické fakultě UK (Bedřich Nosek) v bakalářském a navazujícím magisterském studiu také na Centru judaistických studií při Filozofické fakultě Univerzity Palackého v Olomouci (Ingeborg Fialová).